# Gouania napalensis
Gouania napalensis là một loài thực vật có hoa trong họ Táo. Loài này được Wall. mô tả khoa học đầu tiên năm 1824.